# Didier-Joseph-François Mélin
Didier-Joseph-François Mélin ou Melin est un architecte français du XVIIIe siècle né à Vandœuvre.

## Biographie
Peu d'informations sont parvenues sur sa vie. Architecte de la ville de Nancy, Didier-Joseph-François Mélin est réputé avoir été l'entrepreneur chargé de construire la porte Désilles, appelée aussi porte de Stainville ou porte de Metz, entre 1782 et 1784.
Son fils, François-Antoine Melin, né à Nancy, a également été architecte de la ville de Nancy.